# Dornillo

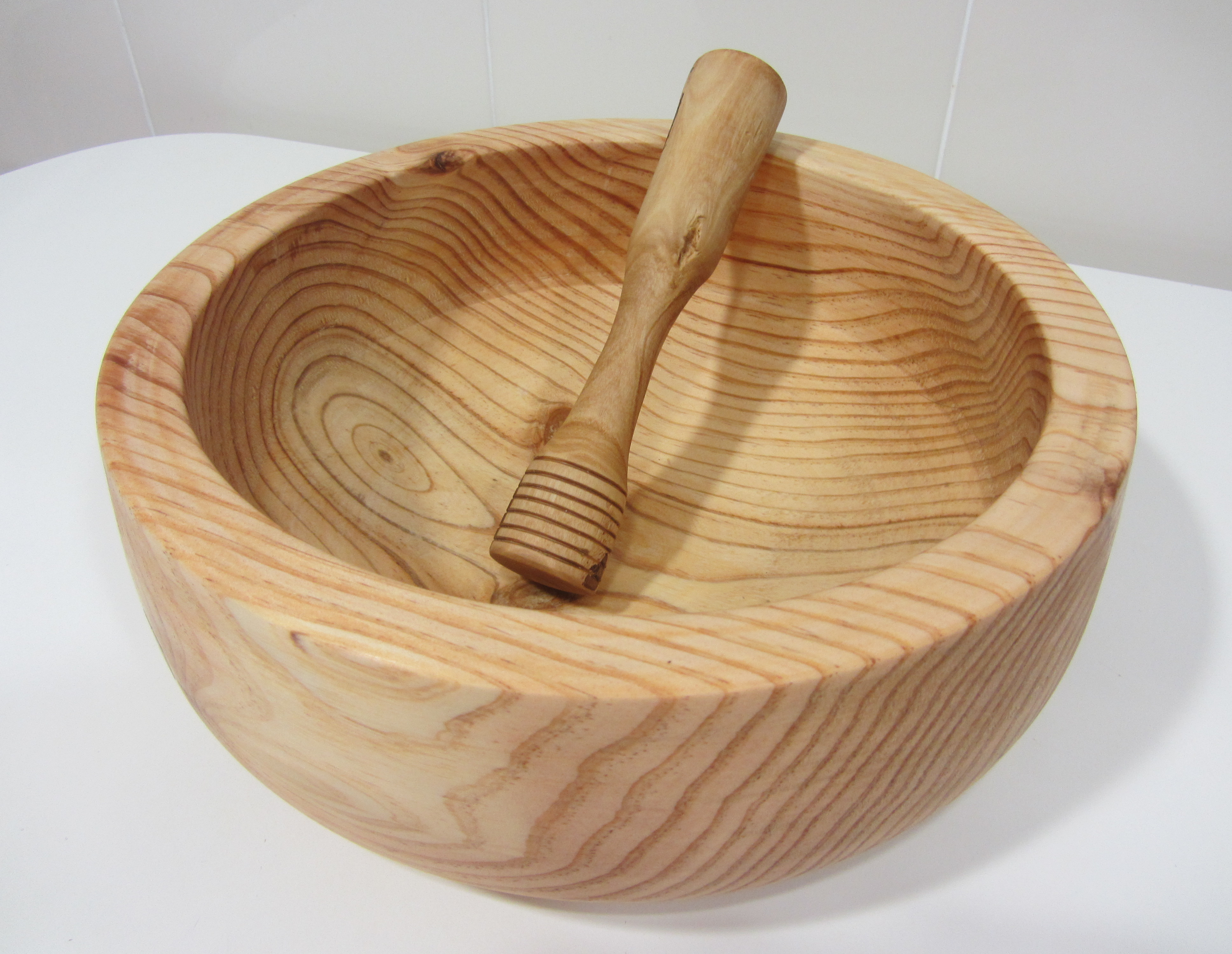
Dornillo nuevo con mazo de madera.

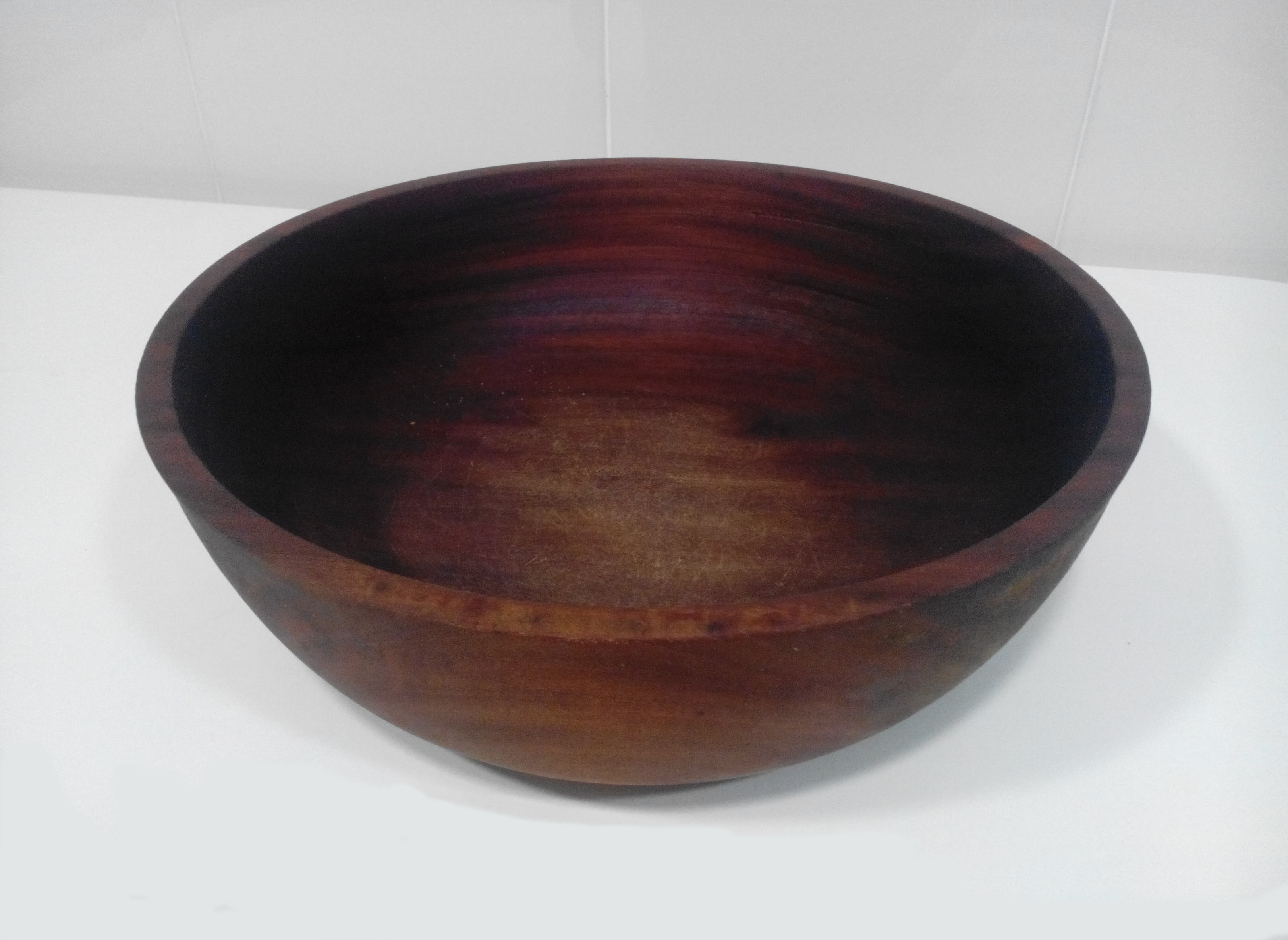
Dornillo de madera.

El dornillo, como el dornajo y la hortera, es un recipiente en forma de cuenco o escudilla, a manera de cazuela de madera. En la carpintería española se emplean maderas duras del lugar, como la encina o el olivo, mediante la técnica del vaciado usando un torno. La fabricación de la pieza parte de una artesa redonda de unos 10 cm de altura por unos 30 cm de diámetro, con un grosor de la madera de aproximadamente 1,5 cm. En la actualidad también se elabora con otros materiales. En otros contextos puede aparecer como sinónimo de batea, gamella o gaveta.

## Gastronomía

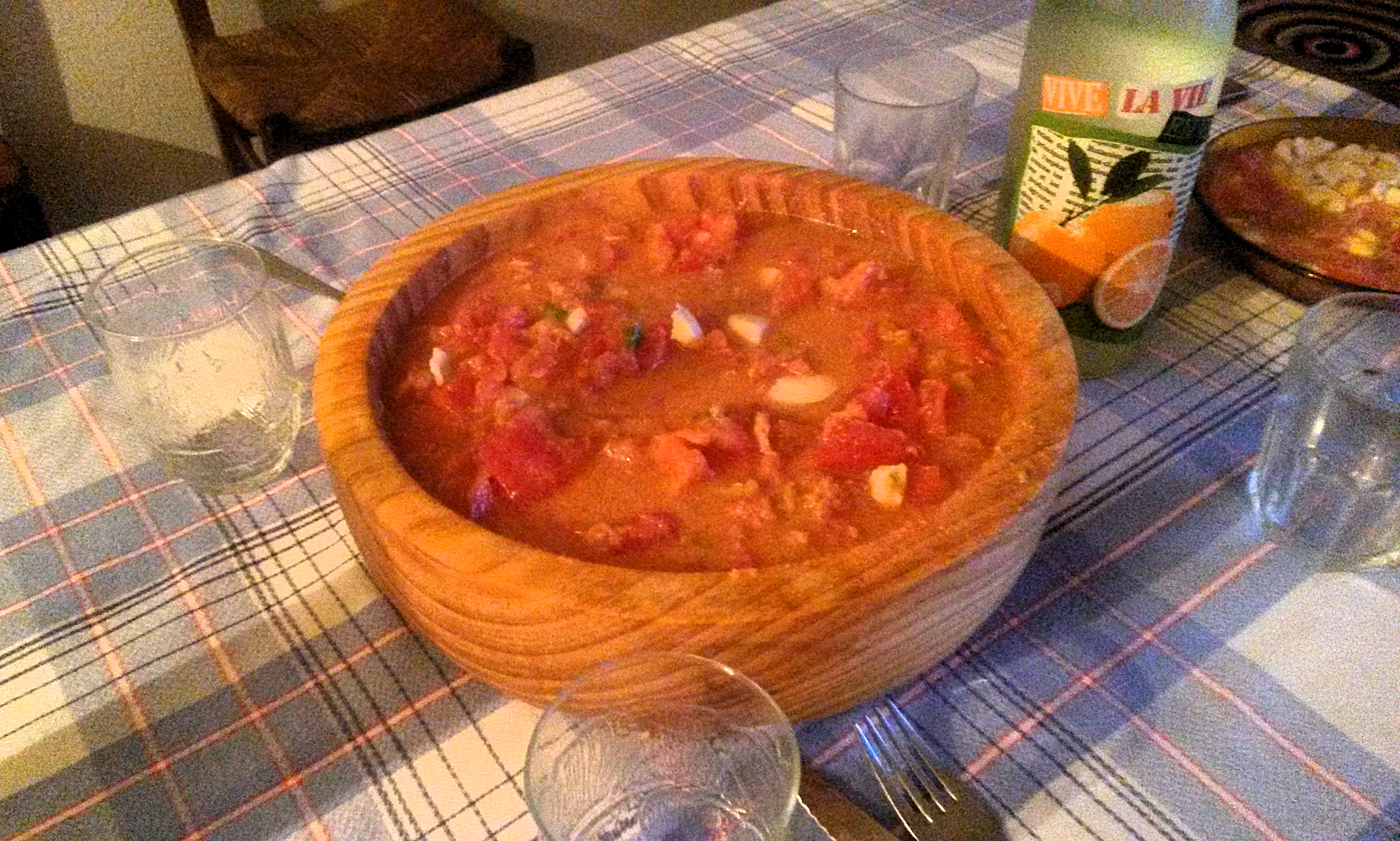
Pipirrana de Pegalajar (Jaén).

En la cocina popular española, especialmente de Andalucía, La Mancha y Extremadura, y en algunos países de Hispanoamérica, el dornillo sirve como mortero para majar mediante un mazo los alimentos y los condimentos, en platos típicos como:
- Ajoblanco
- Arranque roteño
- Cojondongo
- Gazpacho
- Pipirrana